# Milan Kangler
Milan Kangler, slovenski policist in veteran vojne za Slovenijo, * ?.
Med slovensko osamosvojitveno vojno se je izkazal s hrabrostjo, tako da je bil 26. oktobra 1991 odlikovan s častnim vojnim znakom.